# Parimarjan Negi
Parimarjan Negi (Nueva Delhi, India, 9 de febrero de 1993) es un ajedrecista indio, Gran Maestro Internacional.
En enero de 2007, Negi tenía un Elo de 2538 siendo el 403 del mundo y número 7 de la India, según la lista de la FIDE. 
Negi ha vivido en Nueva Delhi, pero sus padres son de otra ciudad de la India llamada Kumaon, a los pies del Himalaya.
El 1 de julio de 2006, a la edad de 13 años, 4 meses, y 22 días se convirtió en el segundo Gran Maestro Internacional más joven de la historia, tras Serguéi Kariakin, que ganó su tercera norma de gran maestro en Rusia.
Negi sustituye a Pentala Harikrishna como el gran maestro más joven de la India. Viswanathan Anand, otro jugador de ajedrez indio lo obtuvo con 18 años y 19 días.
Negi ha participado con una buena actuación en el grupo C del Torneo Corus de ajedrez de Holanda, en el año 2007.